# Loc geometric
Locul geometric reprezintă, în geometrie, mulțimea punctelor care satisfac o anumită proprietate.
În esență, problemele de loc geometric sunt probleme de găsire a unor proprietăți echivalente celor prin care este dată o anumită mulțime de puncte, sau altfel spus, problema de egalitate a două mulțimi. Dar rezolvarea unei probleme de tipul (1) „punctele unei mulțimi au proprietatea P dacă și numai dacă au proprietatea Q” nu este tot una cu rezolvarea unei probleme de tipul (2) „să se găsească locul geometric al punctelor care au proprietatea P”. În general, în problema (2) proprietatea P este dată astfel încât nu este evident cu ce figură geometrică avem de-a face (ipoteză!), iar proprietatea Q nu este specificată. Ea poate fi aleasă de rezolvitor din mulțimea proprietăților echivalente cu P de așa manieră încât să poată spune cu ce figură geometrică este echivalentă mulțimea dată inițial.

## Pașii de rezolvare a unei probleme de loc geometric
1) Verificarea existenței unui punct care posedă proprietatea dată, adică stabilirea faptului că mulțimea dată este vidă sau nu.

2) Se consideră un punct (variabil) care posedă proprietatea dată și se stabilește apartenența acestui punct la o figură geometrică F.

3) Se verifică dacă orice punct al lui F convine, adică se analizează dacă este suficient ca un punct să aparțină lui F pentru a avea proprietatea specificată. De cele mai multe ori reiese că nu se poate accepta decât o submulțime F′ a lui F.

Figura F′ este locul căutat deoarece:

- orice punct care posedă proprietatea dată aparține necesar lui F′;
- este suficient ca un punct să aparțină lui F′ pentru a avea proprietatea dată.

Din punct de vedere analitic determinarea unui loc geometric se bazează găsirea ecuației sau ecuațiilor care precizează mulțimea din care face parte locul geometric respectiv.

## Tipuri de locuri geometrice
Pentru locurile geometrice se disting două tipuri importante:   
- locuri geometrice definite printr-o relație metrică;
- locuri geometrice definite ca intersecție a două familii de curbe ce depind de același parametru.

Pentru primul tip de loc geometric este suficient ca într-un reper cartezian convenabil ales, să se transforme relația metrică într-una analitică. Se găsește astfel relația ce trebuie să existe între coordonatele x, y ale unui punct curent M și se recunoaște curba ca loc geometric.
   
În cel de-al doilea caz, de regulă punctul curent M (x, y), care descrie locul geometric apare dintr-un sistem de tipul f (x, y, t) = 0, g (x, y, t) = 0, unde t este un parametru real. Prin eliminarea parametrului t, se obține ecuația carteziană a locului geometric. Uneori este mai simplu să se determine ecuațiile parametrice ale locului geometric x = x (t), y = y (t), urmând, dacă este cazul, să se elimine t și să se obțină ecuația carteziană sau implicită.

## Exemple
- Cercul este locul geometric al punctelor aflate la aceeași distanță (numită rază) față de un punct dat (numit centru).
- Elipsa este locul geometric al punctelor care au suma distanțelor la două puncte fixe date (numite focarele elipsei) constantă.

Noțiunea de loc geometric nu este limitată la 2 dimensiuni: cercul este locul geometric în 2 dimensiuni al punctelor aflate la aceeași distanță de un punct. În spațiu (3 dimensiuni), același loc geometric se numește sferă. În o dimensiune (o axă), locul geometric respectiv este determinat de doar două puncte.